# Million Dollar Papy
Million Dollar Papy (France) ou La Complainte d'Abraham (Québec) (Million Dollar Abie) est le 16e épisode de la saison 17 de la série télévisée d'animation Les Simpson.

## Synopsis
Le maire Quimby décide de construire un stade de football. Si Homer manifeste un grand intérêt dans ce projet, Abraham ne partage pas cet avis et lorsqu'il assomme malencontreusement le commissaire du football professionnel, ce qui a mis Abruptement fin au rêve des habitants de Springfield d'obtenir une équipe. Toute la ville est en furie contre Abe en raison de sa bévue, ce qui en fait de lui un paria, il décide de se suicider. Après l'échec de cette tentative, Abraham décide de vivre à fond le restant de ses jours. Le maire Quimby décide de transformer le stade en arène de corrida et Abraham choisit de devenir torero. Abraham fait preuve d'habileté dans l'arène, ce qui le fait remonter dans l'estime de tous les habitants de Spingfield, sauf de Lisa, qui défend les animaux, et trouve en la tauromachie un acte de barbarie envers les bêtes.